# قانون‌شکنان و فرشتگان (فیلم)
قانون‌شکنان و فرشتگان (به انگلیسی: Outlaws and Angels) فیلمی آمریکایی به نویسندگی و کارگردانی جی‌تی مولنر است که در سال ۲۰۱۶ اکران شد. در این فیلم بازیگرانی همچون چاد مایکل موری، فرانچسکا ایستوود، تری پولو، فرانسیس فیشر، لوک ویلسون، مدیسن بیتی، بن برودر، استیون مایکل کوئیزادا و کیت لونکر ایفای نقش کرده‌اند.

## داستان
موضوع فیلم عبارتست از سرقت ۴ نفر از بانک و تعقیب و گریز و نهایتاً ورود آنها به منزل خانواده ای که ۲ دختر دارند و عشق بین دختر کوچکتر با سردسته سارقین و…